# 瑞萨克
瑞萨克（法語：Jussac，法語發音：[ʒysak]）是法国康塔尔省的一个市镇，位于该省中西部，属于欧里亚克区。

## 地理
瑞萨克（44°59'15"N, 2°25'23"E）面积18.43 平方千米，位于法国奥弗涅-罗讷-阿尔卑斯大区康塔爾省，该省份为法国中南部省份，位于法國中央高原中心，北起科雷兹省、上盧瓦爾省和多姆山省，西接洛特省和科雷兹省，南至阿韦龙省和洛特省，东临上盧瓦爾省和洛泽尔省。
与瑞萨克接壤的市镇（或旧市镇、城区）包括：艾朗、克朗代勒、弗雷昂格拉尔德、马尔马尼亚克、雷亚克、圣塞尔南、圣西蒙、泰西耶尔德科尔内。

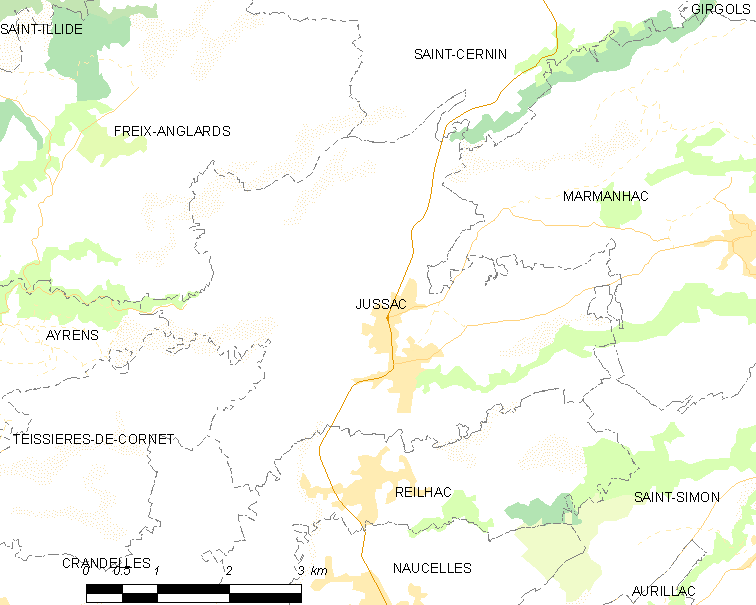
瑞萨克的OSM定位图

瑞萨克的时区为UTC+01:00、UTC+02:00（夏令时）。

## 行政
瑞萨克的邮政编码为15250，INSEE市镇编码为15083。

## 政治
瑞萨克所属的省级选区为诺塞勒县。

## 人口

1962-2008年间瑞萨克人口变化图示

瑞萨克于2022年1月1日时的人口数量为2040人。